# Incidente aereo del monte Velino
L'incidente aereo del monte Velino è un disastro dell'aviazione civile italiana avvenuto l'8 marzo 1962.

## Il volo
Poco prima delle ore 23 dell'8 marzo 1962 un aereo di linea Douglas DC-6B costruito una decina di anni prima e appartenente alla compagnia aerea italiana Società aerea mediterranea-SAM, immatricolato I-DIMO, si schiantò contro le pendici del monte Velino ad un'altitudine di circa 2 350 m s.l.m. a circa 125 metri dalla vetta. Il luogo del disastro è raggiungibile attraverso un sentiero che parte dalla sottostante località di Valle Porclaneta nei pressi di Rosciolo dei Marsi, frazione di Magliano de' Marsi (AQ), in Abruzzo.

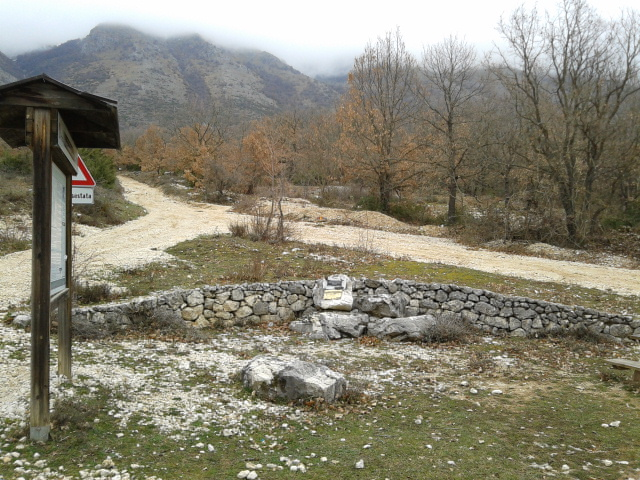
Memoriale sul monte Velino

L'aereo dopo l'impatto, che fu udito nei centri prossimi al teatro della disgrazia, andò completamente distrutto. Le operazioni di ricerca e recupero delle salme furono portate avanti dai vigili del fuoco, dalle forze dell'ordine e da squadre di salvataggio, composte da molti volontari, giunte nel luogo del disastro dai vicini comuni di Avezzano, Borgorose, Massa d'Albe e Tagliacozzo. Le condizioni meteorologiche, rese difficili dalla presenza della neve sulla montagna, crearono non poche difficoltà nel recuperare i corpi delle vittime, i cui funerali si celebrarono presso la chiesa di Santa Lucia a Magliano de' Marsi e nella basilica di San Lorenzo fuori le mura a Roma. Ai feretri coperti dal tricolore furono tributati gli onori militari.
Il DC-6B privo di passeggeri aveva a bordo 4 membri dell'equipaggio e il comandante, Salvatore Di Gaetano. Nella sciagura persero la vita tutti gli occupanti del velivolo.

## Inchiesta
A causare l'incidente aereo sarebbe stato, secondo la commissione d'inchiesta composta da membri dell'Aeronautica Militare, dell'aviazione civile e della direzione degli aeroporti civili italiani, un guasto dell'altimetro aeronautico. Di certo l'aereo smarrì la rotta prima di schiantarsi contro un costone roccioso del monte Velino.

## Le vittime
Nel disastro aereo perirono i seguenti membri dell'equipaggio: 
- Salvatore Di Gaetano (Alcamo), comandante
- Vittorio Donda (Moraro), capo motorista
- Cesare Augusto Genovese (Palermo), primo pilota
- Ambrogio Giacopello (Roma), motorista
- Gastone Manzetti (Castel Gandolfo), secondo pilota.